# Saint-Vaast-Dieppedalle
Saint-Vaast-Dieppedalle – miejscowość i gmina we Francji, w regionie Normandia, w departamencie Sekwana Nadmorska.
Według danych na rok 1990 gminę zamieszkiwało 336 osób, a gęstość zaludnienia wynosiła 28 osób/km² (wśród 1421 gmin Górnej Normandii Saint-Vaast-Dieppedalle plasuje się na 579. miejscu pod względem liczby ludności, natomiast pod względem powierzchni na miejscu 243.).